# Neuropsicoanálisis
El neuropsicoanálisis es un movimiento que trata de combinar neurociencia y psicoanálisis cuyo objetivo es comprender las relaciones entre mente y cerebro.

## Fundamentos filosóficos: monismo de aspecto dual
El neuropsicoanálisis es parte de una rama más general de la neuropsicología que relaciona el cerebro biológico con el comportamiento y diversas funciones psicológicas. El neuropsicoanálisis busca ir más allá y remediar la exclusión típica de la neurología clásica del estudio de la mente subjetiva.[cita requerida]
La mente subjetiva incluye sensaciones, pensamientos, sentimientos, consciencia, e inconsciente. 
Parece una cosa completamente diferente del asunto celular que da origen a la mente. Tanto que Descartes concluyó que eran dos cosas completamente diferentes: mente y cerebro.  
Consiguientemente, Descartes postula el dualismo de la mente, la dicotomía mente-cuerpo. El cuerpo sería una cosa y la mente (o espíritu o alma) sería otra. 
Sin embargo, desde esta segunda perspectiva se cierra una enorme cantidad de fenómenos a la investigación científica. 
Actualmente, la mayoría de psicólogos y neurocientíficos han rehusado el dualismo cartesiano. 
Para complemento, el Monismo intermedio de Baruch Spinoza (1964) ayuda a entender mejor la mirada de monismo dual de Descartes y el fundamento filosófico de la mirada neuropsicoanalítica. 
Esto implicaría que hay sistemas que sintetizan sistemas más grandes o de mayor importancia. 
Lo que sería mente-cuerpo, compondrían un solo ser en su totalidad biológica y mental, haciendo que funcionen de una manera sinérgica.
Los neurocientíficos, sin embargo, han tenido dificultad para encontrar una disciplina alternativa.[cita requerida]
Por su parte, la posición opuesta, el monismo, afirma que solo hay una clase de estudio: el cerebro y sensaciones como el rojo de un tomate simplemente representan patrones de activación de ciertas células cerebrales. 
Diversos científicos encuentran que esta idea es simplemente insatisfactoria, pues no permite tratar científicamente con el hecho de que el rojo de un tomate y un parámetro de activación en la región V4 del sistema visual parece muy diferente.[cita requerida]
Encontrar puentes entre ambos problemas es lo que en neurociencia se llama el problema difícil de la consciencia.
El neuro-psicoanálisis enfrenta este reto a través de un monismo dual referido a menudo como perspectivismo. 
Lo anterior significa que la mayoría de los neuro-psicoanalistas siguen siendo monistas y piensan que los cerebros (y las mentes) están hechas de células, pero perciben el mundo de dos maneras diferentes.: 56–58 
Una de estas perspectivas es el de las neurociencias y su modo objetivo de ver las cosas. 
Ellos usan escalpelos y diseccionan el cerebro y miran los cerebros con escáneres y microscopios para encontrar rastros neuroquímicos. 
La neurología observa la mente exterior, aquello es, mediante del examen neurológico o TAC. 
Los neurólogos en general aplican pruebas o cuestionarios que contrasten la práctica de disección con los efectos en las funciones psicológicas (cogniciones), siendo estas pruebas la de Boston y de la prueba de Wisconsin.
Otra perspectiva es la de Descartes, que sería la manera propia del psicoanálisis. Así podemos observar subjetivamente el interior de una mente, cómo se siente y lo que piensa. Freud refinó esta clase de observaciones hasta desarrollar el método de la asociación libre. 
Afirmaba (y un siglo de psicoterapia lo confirma[cita requerida]) que esta es la mejor técnica para percibir el complejo mundo de funciones mentales que la simple introspección no puede revelar[cita requerida].  A través del psicoanálisis,  podemos descubrir el funcionamiento inconsciente de la mente.
Quizás porque Freud mismo comenzó su carrera como neurólogo, muchos de los neurólogos de hoy día toman el psicoanálisis más en serio que, digamos, los psicólogos.[cita requerida] Como resultado, el grupo neuro-psicoanalítico ha podido encontrar ideas muy útiles a partir de los trabajos de distinguidos neurocientíficos entre los que están: Antonio Damasio, Eric Kandel, Joseph LeDoux, Helen Mayberg, Jaak Panksepp, VS Ramachandran, Oliver Sacos, y otros. (Algunos de ellos son miembros del consejo editorial de la revista Neuro-Psicoanálisis[cita requerida]).

## Direcciones de la investigación
Los investigadores neuropsicoanalíticos han puesto estos dos tipos de conocimiento juntos. Relacionan el funcionamiento del inconsciente (y a veces también del consciente) mediante técnicas descubiertas a partir del psicoanálisis o la psicología experimental, de modo que puedan entenderse los procesos cerebrales. Entre las ideas exploradas en investigaciones recientes, están las que siguen:
- La consciencia es limitada (5-9 bits de información) comparada con el pensamiento emocional e inconsciente basado en el sistema límbico.[1]

- Procesos secundarios. El pensamiento orientado hacia la realidad puede ser entendido como parte de los sistemas de control ejecutivo del lóbulo frontal.[1]

- Sueños, fabulación, confabulación y otras expresiones de pensamiento que ocurren en los procesos primarios son manifestaciones significativas que cumplen los deseos de control propios de control ejecutivo frontal y mesocortical propio del "seeking system" (sistema de búsqueda).[1][2]

- La libido freudiana corresponde con un "seeking system" (sistema de búsqueda) dopaminérgico:[3]: 144

- Las improntas pueden ser entendidas como series de emociones básicas (incitan a la acción) acladas en regiones pontinas y más específicamente en la zona periaqueductal gris que se proyecta en el cortex: juego; búsqueda, deseo de cuidar, miedo; rabia; tristeza. El seeking system está constantemente activo; los otros sistemas buscan consumos correspondientes (que corresponden con el inconsciente dinámico de Freud).[3]

- Las decisiones aparentemente racionales y conscientes parten del sistema límbico a partir de emociones que más bien son inconscientes.[4]

- La Amnesia infantil (ausencia de memoria de los primeros años de vida) ocurre porque el hemisferio izquierdo verbal deviene activado más tarde, durante el segundo o tercer año de vida y solo después de la activación del hemisferio derecho que es no-verbal. De cualquier manera, los niños tienen memorias procesales y emocionales.[5][6]

- Las experiencias del apego del niño durante el primer y segundo año (aproximadamente) así como las experiencias de desaprobación construyen conductos que regulan emociones y afectan profundamente la personalidad adulta.[5]

- El comportamiento edípico (observables en los primates) puede ser entendido como un esfuerzo para integrar los llamados "lust systems" (sistemas de lujuria) conducidos por la testosterona. El amor romántico estaría conducido por la dopamina y el de apego por la oxitocina. Todo ello en relación con personas clave en el entorno.[7]

- Las diferencias entre los sexos están más basadas en la biología y menos en el ambiente, a pesar de lo que Freud creía.[3]: 225–260